# جورج غيدز
جورج غيدز هو سياسي أمريكي، ولد في 14 فبراير 1809، وتوفي في 8 أكتوبر 1883. انتخب عضو مجلس ولاية نيويورك ‏.